# Maladie de Caroli
Pour les articles homonymes, voir Caroli.
La maladie de Caroli est une affection congénitale rare du foie. Elle se caractérise par des dilatations kystiques des voies biliaires intrahépatiques ; ces kystes biliaires ont une répartition segmentaire ce qui rend plus aisée une hépatectomie partielle si elle s'avère nécessaire.

## Clinique
Il existe deux formes de la maladie : la maladie de Caroli proprement dite et le syndrome de Caroli.
La maladie de Caroli existe dès la naissance, mais les premiers symptômes apparaissent le plus souvent entre 5 et 20 ans. Elle est plus fréquente chez la femme que chez l'homme. C'est un tableau d'angiocholites à répétition. 250 cas environ ont été décrits dans le monde. L'atteinte est souvent monolobaire, voire segmentaire.
L'angiocholite se traduit souvent par une fièvre isolée ; la douleur et l'ictère sont présents en cas de passage dans la voie biliaire principale de calculs formés au sein des kystes ; ces coliques hépatiques peuvent s'accompagner d'une pancréatite.
Le syndrome de Caroli s'en distingue par le fait qu'il existe outre les kystes biliaires, une fibrose hépatique. Cette fibrose peut se compliquer d'une hypertension portale et faciliter les surinfections bactériennes. Elle est le plus souvent multilobulaire.
Des formations kystiques sont souvent retrouvées dans d'autres organes : les reins, le pancréas, voire la rate.

## Étiologie
L'étiologie de la maladie de Caroli est complexe. Certains auteurs pensent que la maladie de Caroli n'est pas héréditaire, notamment dans sa forme pure, alors que d'autres suggèrent une origine génétique autosomique dominante dans la forme maladie et autosomique récessive dans sa forme syndrome. Enfin la constatation de cas familiaux, dans une même fratrie des deux expressions de la maladie, si elle confirme l'origine génétique possible réfute en partie cette hypothèse de deux modes de transmission différents (dominant et récessif).

## Traitement
Le traitement est dépendant de l'importance et de la localisation des anomalies biliaires.
Si les lésions sont localisées, le traitement repose sur l'hépatectomie partielle.

## Sources
Chantal Housset et Daniel Dhumeaux, Maladies kystiques du foie et des voies biliaires. Gastroentérologie Clinique et Biologique, volume 29, n° 8-9, août 2005, page 857.
lire en ligne